# Anguelina Iouchkova
Pour les articles homonymes, voir Iouchkova.
Anguelina Nikolaïevna Iouchkova (née le 13 novembre 1979 à Voronej) est une gymnaste rythmique russe.

## Biographie
Anguelina Iouchkova remporte aux Jeux olympiques d'été de 1996 à Atlanta la médaille de bronze par équipe avec Olga Chtyrenko, Evguenia Bochkareva, Irina Dziouba, Ioulia Ivanova et Elena Krivochei.

## Palmarès

### Jeux olympiques
- Atlanta 1996
  -  médaille de bronze par équipe.